# Campeonato Brasileiro de Futebol Feminino de 2019
A Série A1 do Campeonato Brasileiro de Futebol Feminino de 2019 foi a sétima edição desta competição, que é organizada pela Confederação Brasileira de Futebol (CBF).
O campeonato contou com 16 equipes que jogaram um turno único com início em 16 de março. Após esta fase, iniciou-se o sistema eliminatório (das quartas de final em diante). A final estava prevista para acontecer em duas datas, sendo a última em 29 de setembro de 2019.
A Ferroviária sagrou-se campeã ao vencer o Corinthians nas finais, nos pênaltis, as duas equipes garantiram vaga na Libertadores Feminina de 2020. Além disso, o Kindermann também se garantiu na competição continental, uma vez que o Corinthians se classificou automaticamente como atual campeão do certame.

## Formato e regulamento
O campeonato é disputado em quatro fases: na primeira fase os 16 clubes jogam no modelo de pontos corridos em turno único. Os oito primeiros se classificarão para as quartas-de-final e os quatro últimos serão rebaixados para a Série A2; na segunda fase (quartas-de-final) os clubes se enfrentarão no sistema eliminatório (mata-mata), classificando-se o vencedor de cada grupo para a próxima etapa; na terceira fase (semifinais) os clubes se enfrentaram no sistema eliminatório, classificando-se o vencedor de cada grupo para a última fase; na quarta fase (final) os dois clubes se enfrentarão para definir o título.
1. Primeira fase: 16 clubes jogam todos contra todos em turno único;
2. Segunda fase (quartas-de-final): oito clubes distribuídos em quatro grupos de dois clubes cada;
3. Terceira fase (semifinais): quatro clubes distribuídos em dois grupos de dois clubes cada;
4. Quarta fase (final): em um grupo de dois clubes, do qual sairá o campeão.

### Critérios de desempate
Em caso de empate de pontos entre dois clubes, os critérios de desempate serão aplicados na seguinte ordem:
1. Número de vitórias;
2. Saldo de gols;
3. Gols marcados;
4. Número de cartões vermelhos;
5. Número de cartões amarelos;
6. Sorteio.

## Participantes
| Equipe              | Cidade                 | Estado | Em 2018       | Estádio (mando)         | Capacidade | Títulos        |
| ------------------- | ---------------------- | ------ | ------------- | ----------------------- | ---------- | -------------- |
| Audax               | Osasco                 | SP     | 12º           | José Liberatti          | 17 780     | 0 (não possui) |
| Kindermann          | Caçador                | SC     | 6º            | Carlos A. C. Neves      | 6 500      | 0 (não possui) |
| Corinthians         | São Paulo              | SP     | 1º            | Estádio Alfredo Schürig | 10 000     | 1 (2018)       |
| Ferroviária         | Araraquara             | SP     | 4º            | Fonte Luminosa          | 20 950     | 1 (2014)       |
| Flamengo            | Rio de Janeiro         | RJ     | 3º            | Gávea                   | 4 000      | 1 (2016)       |
| Foz Cataratas       | Foz do Iguaçu          | PR     | 11º           | Pedro Basso             | 6 968      | 0 (não possui) |
| Iranduba            | Iranduba               | AM     | 7º            | Arena da Amazônia       | 45 351     | 0 (não possui) |
| Internacional       | Porto Alegre           | RS     | 3º (Série A2) | Beira-Rio               | 50 128     | 0 (não possui) |
| Minas Brasília      | Brasília               | DF     | 1º (Série A2) | Abadião                 | 4 000      | 0 (não possui) |
| Ponte Preta         | Campinas               | SP     | 8º            | Moisés Lucarelli        | 17 728     | 0 (não possui) |
| Santos              | Santos                 | SP     | 5º            | Vila Belmiro            | 16 068     | 1 (2017)       |
| São Francisco EC    | São Francisco do Conde | BA     | 14º           | Junqueira Ayres         | 3 000      | 0 (não possui) |
| São José-SP         | São José dos Campos    | SP     | 9º            | Martins Pereira         | 16 500     | 0 (não possui) |
| Sport               | Recife                 | PE     | 10º           | Ilha do Retiro          | 32 983     | 0 (não possui) |
| Vitória             | Salvador               | BA     | 2º (Série A2) | Barradão                | 30 618     | 0 (não possui) |
| Vitória das Tabocas | Vitória de Santo Antão | PE     | 13º           | Barbosão                | 3 400      | 0 (não possui) |

- A equipe do Rio Preto desistiu da competição, logo, o Internacional ficou com a vaga na primeira divisão do futebol feminino.
- Com a obrigatoriedade imposta pela CBF, em que os times de futebol profissional masculino também devem ter um time de futebol feminino profissional: o Athletico Paranaense firmou parceria com o Foz Cataratas, o Avaí firmou parceria com o Kindermann e o Santa Cruz firmou parceria com a Vitória das Tabocas para a disputa do Campeonato Brasileiro de Futebol Feminino.
- O Sport chegou a anunciar desistência do campeonato, mas voltou atrás e firmou parceria com o Ipojuca para a disputa do Campeonato Brasileiro de Futebol Feminino.

## Estádios
| Audax | Corinthians | Ferroviária | Flamengo | Foz Cataratas          |
| José Liberatti | Pq. São Jorge | Fonte Luminosa | Gávea | Pedro Basso            |
| Capacidade: 17 780 | Capacidade: 10 000 | Capacidade: 20 950 | Capacidade: 4 000 | Capacidade: 6 968      |
| | | | |                        |
| Iranduba | \| Iranduba São Francisco EC Vitória Minas Brasília Foz Cataratas Sport Vitória das Tabocas Flamengo Internacional Kindermann Audax Corinthians Ferroviária Ponte Preta Santos São José-SPLocalização das equipes participantes da Série A1 de 2019. \| | \| Iranduba São Francisco EC Vitória Minas Brasília Foz Cataratas Sport Vitória das Tabocas Flamengo Internacional Kindermann Audax Corinthians Ferroviária Ponte Preta Santos São José-SPLocalização das equipes participantes da Série A1 de 2019. \| | \| Iranduba São Francisco EC Vitória Minas Brasília Foz Cataratas Sport Vitória das Tabocas Flamengo Internacional Kindermann Audax Corinthians Ferroviária Ponte Preta Santos São José-SPLocalização das equipes participantes da Série A1 de 2019. \| | Internacional          |
| Arena da Amazônia | \| Iranduba São Francisco EC Vitória Minas Brasília Foz Cataratas Sport Vitória das Tabocas Flamengo Internacional Kindermann Audax Corinthians Ferroviária Ponte Preta Santos São José-SPLocalização das equipes participantes da Série A1 de 2019. \| | \| Iranduba São Francisco EC Vitória Minas Brasília Foz Cataratas Sport Vitória das Tabocas Flamengo Internacional Kindermann Audax Corinthians Ferroviária Ponte Preta Santos São José-SPLocalização das equipes participantes da Série A1 de 2019. \| | \| Iranduba São Francisco EC Vitória Minas Brasília Foz Cataratas Sport Vitória das Tabocas Flamengo Internacional Kindermann Audax Corinthians Ferroviária Ponte Preta Santos São José-SPLocalização das equipes participantes da Série A1 de 2019. \| | Beira-Rio              |
| Capacidade: 45 351 | \| Iranduba São Francisco EC Vitória Minas Brasília Foz Cataratas Sport Vitória das Tabocas Flamengo Internacional Kindermann Audax Corinthians Ferroviária Ponte Preta Santos São José-SPLocalização das equipes participantes da Série A1 de 2019. \| | \| Iranduba São Francisco EC Vitória Minas Brasília Foz Cataratas Sport Vitória das Tabocas Flamengo Internacional Kindermann Audax Corinthians Ferroviária Ponte Preta Santos São José-SPLocalização das equipes participantes da Série A1 de 2019. \| | \| Iranduba São Francisco EC Vitória Minas Brasília Foz Cataratas Sport Vitória das Tabocas Flamengo Internacional Kindermann Audax Corinthians Ferroviária Ponte Preta Santos São José-SPLocalização das equipes participantes da Série A1 de 2019. \| | Capacidade: 47 605     |
| | \| Iranduba São Francisco EC Vitória Minas Brasília Foz Cataratas Sport Vitória das Tabocas Flamengo Internacional Kindermann Audax Corinthians Ferroviária Ponte Preta Santos São José-SPLocalização das equipes participantes da Série A1 de 2019. \| | \| Iranduba São Francisco EC Vitória Minas Brasília Foz Cataratas Sport Vitória das Tabocas Flamengo Internacional Kindermann Audax Corinthians Ferroviária Ponte Preta Santos São José-SPLocalização das equipes participantes da Série A1 de 2019. \| | \| Iranduba São Francisco EC Vitória Minas Brasília Foz Cataratas Sport Vitória das Tabocas Flamengo Internacional Kindermann Audax Corinthians Ferroviária Ponte Preta Santos São José-SPLocalização das equipes participantes da Série A1 de 2019. \| |                        |
| Kindermann | \| Iranduba São Francisco EC Vitória Minas Brasília Foz Cataratas Sport Vitória das Tabocas Flamengo Internacional Kindermann Audax Corinthians Ferroviária Ponte Preta Santos São José-SPLocalização das equipes participantes da Série A1 de 2019. \| | \| Iranduba São Francisco EC Vitória Minas Brasília Foz Cataratas Sport Vitória das Tabocas Flamengo Internacional Kindermann Audax Corinthians Ferroviária Ponte Preta Santos São José-SPLocalização das equipes participantes da Série A1 de 2019. \| | \| Iranduba São Francisco EC Vitória Minas Brasília Foz Cataratas Sport Vitória das Tabocas Flamengo Internacional Kindermann Audax Corinthians Ferroviária Ponte Preta Santos São José-SPLocalização das equipes participantes da Série A1 de 2019. \| | Minas Brasília         |
| Carlos Alberto C. Neves | \| Iranduba São Francisco EC Vitória Minas Brasília Foz Cataratas Sport Vitória das Tabocas Flamengo Internacional Kindermann Audax Corinthians Ferroviária Ponte Preta Santos São José-SPLocalização das equipes participantes da Série A1 de 2019. \| | \| Iranduba São Francisco EC Vitória Minas Brasília Foz Cataratas Sport Vitória das Tabocas Flamengo Internacional Kindermann Audax Corinthians Ferroviária Ponte Preta Santos São José-SPLocalização das equipes participantes da Série A1 de 2019. \| | \| Iranduba São Francisco EC Vitória Minas Brasília Foz Cataratas Sport Vitória das Tabocas Flamengo Internacional Kindermann Audax Corinthians Ferroviária Ponte Preta Santos São José-SPLocalização das equipes participantes da Série A1 de 2019. \| | Abadião                |
| Capacidade: 6 500 | \| Iranduba São Francisco EC Vitória Minas Brasília Foz Cataratas Sport Vitória das Tabocas Flamengo Internacional Kindermann Audax Corinthians Ferroviária Ponte Preta Santos São José-SPLocalização das equipes participantes da Série A1 de 2019. \| | \| Iranduba São Francisco EC Vitória Minas Brasília Foz Cataratas Sport Vitória das Tabocas Flamengo Internacional Kindermann Audax Corinthians Ferroviária Ponte Preta Santos São José-SPLocalização das equipes participantes da Série A1 de 2019. \| | \| Iranduba São Francisco EC Vitória Minas Brasília Foz Cataratas Sport Vitória das Tabocas Flamengo Internacional Kindermann Audax Corinthians Ferroviária Ponte Preta Santos São José-SPLocalização das equipes participantes da Série A1 de 2019. \| | Capacidade: 4 000      |
| | \| Iranduba São Francisco EC Vitória Minas Brasília Foz Cataratas Sport Vitória das Tabocas Flamengo Internacional Kindermann Audax Corinthians Ferroviária Ponte Preta Santos São José-SPLocalização das equipes participantes da Série A1 de 2019. \| | \| Iranduba São Francisco EC Vitória Minas Brasília Foz Cataratas Sport Vitória das Tabocas Flamengo Internacional Kindermann Audax Corinthians Ferroviária Ponte Preta Santos São José-SPLocalização das equipes participantes da Série A1 de 2019. \| | \| Iranduba São Francisco EC Vitória Minas Brasília Foz Cataratas Sport Vitória das Tabocas Flamengo Internacional Kindermann Audax Corinthians Ferroviária Ponte Preta Santos São José-SPLocalização das equipes participantes da Série A1 de 2019. \| |                        |
| Ponte Preta | \| Iranduba São Francisco EC Vitória Minas Brasília Foz Cataratas Sport Vitória das Tabocas Flamengo Internacional Kindermann Audax Corinthians Ferroviária Ponte Preta Santos São José-SPLocalização das equipes participantes da Série A1 de 2019. \| | \| Iranduba São Francisco EC Vitória Minas Brasília Foz Cataratas Sport Vitória das Tabocas Flamengo Internacional Kindermann Audax Corinthians Ferroviária Ponte Preta Santos São José-SPLocalização das equipes participantes da Série A1 de 2019. \| | \| Iranduba São Francisco EC Vitória Minas Brasília Foz Cataratas Sport Vitória das Tabocas Flamengo Internacional Kindermann Audax Corinthians Ferroviária Ponte Preta Santos São José-SPLocalização das equipes participantes da Série A1 de 2019. \| | Santos                 |
| Moisés Lucarelli | \| Iranduba São Francisco EC Vitória Minas Brasília Foz Cataratas Sport Vitória das Tabocas Flamengo Internacional Kindermann Audax Corinthians Ferroviária Ponte Preta Santos São José-SPLocalização das equipes participantes da Série A1 de 2019. \| | \| Iranduba São Francisco EC Vitória Minas Brasília Foz Cataratas Sport Vitória das Tabocas Flamengo Internacional Kindermann Audax Corinthians Ferroviária Ponte Preta Santos São José-SPLocalização das equipes participantes da Série A1 de 2019. \| | \| Iranduba São Francisco EC Vitória Minas Brasília Foz Cataratas Sport Vitória das Tabocas Flamengo Internacional Kindermann Audax Corinthians Ferroviária Ponte Preta Santos São José-SPLocalização das equipes participantes da Série A1 de 2019. \| | Vila Belmiro           |
| Capacidade: 17 728 | \| Iranduba São Francisco EC Vitória Minas Brasília Foz Cataratas Sport Vitória das Tabocas Flamengo Internacional Kindermann Audax Corinthians Ferroviária Ponte Preta Santos São José-SPLocalização das equipes participantes da Série A1 de 2019. \| | \| Iranduba São Francisco EC Vitória Minas Brasília Foz Cataratas Sport Vitória das Tabocas Flamengo Internacional Kindermann Audax Corinthians Ferroviária Ponte Preta Santos São José-SPLocalização das equipes participantes da Série A1 de 2019. \| | \| Iranduba São Francisco EC Vitória Minas Brasília Foz Cataratas Sport Vitória das Tabocas Flamengo Internacional Kindermann Audax Corinthians Ferroviária Ponte Preta Santos São José-SPLocalização das equipes participantes da Série A1 de 2019. \| | Capacidade: 16 068     |
| | \| Iranduba São Francisco EC Vitória Minas Brasília Foz Cataratas Sport Vitória das Tabocas Flamengo Internacional Kindermann Audax Corinthians Ferroviária Ponte Preta Santos São José-SPLocalização das equipes participantes da Série A1 de 2019. \| | \| Iranduba São Francisco EC Vitória Minas Brasília Foz Cataratas Sport Vitória das Tabocas Flamengo Internacional Kindermann Audax Corinthians Ferroviária Ponte Preta Santos São José-SPLocalização das equipes participantes da Série A1 de 2019. \| | \| Iranduba São Francisco EC Vitória Minas Brasília Foz Cataratas Sport Vitória das Tabocas Flamengo Internacional Kindermann Audax Corinthians Ferroviária Ponte Preta Santos São José-SPLocalização das equipes participantes da Série A1 de 2019. \| |                        |
| São Francisco EC | São José-SP | Sport | Vitória | Vitória das Tabocas    |
| Junqueira Ayres | Martins Pereira | Ilha do Retiro | Barradão | Ewerson Simões Barbosa |
| Capacidade: 3 000 | Capacidade: 16 000 | Capacidade: 32 983 | Capacidade: 30 618 | Capacidade: 3 400      |
| | | | |                        |
| Iranduba São Francisco EC Vitória Minas Brasília Foz Cataratas Sport Vitória das Tabocas Flamengo Internacional Kindermann Audax Corinthians Ferroviária Ponte Preta Santos São José-SPLocalização das equipes participantes da Série A1 de 2019. | | | |                        |

## Direitos de transmissão
As sete primeiras rodadas do campeonato foram transmitidas ao vivo somente pelo Twitter, contudo, um acordo da TV Bandeirantes com a CBF validou os direitos de transmissão para a TV aberta e jogos da primeira e segunda divisão aos sábados e domingos, no horário das 14h (Horário de Brasília (UTC−3)), permanecendo também a transmissão via fluxo de média do Twitter.
O retorno das transmissões na TV acontece uma temporada após a sua não transmissão, sendo que a última vez que o certame foi transmitido ao vivo foi na temporada de 2017, pelo SporTV.

## Primeira fase
| Pos | Times               | Pts | J  | V  | E | D  | GP | GC | SG  | Classificação ou rebaixamento     |
| --- | ------------------- | --- | -- | -- | - | -- | -- | -- | --- | --------------------------------- |
| 1   | Corinthians         | 42  | 15 | 14 | 0 | 1  | 52 | 5  | +47 | Classificados às quartas-de-final |
| 2   | Santos              | 37  | 15 | 12 | 1 | 2  | 48 | 8  | +40 | Classificados às quartas-de-final |
| 3   | Kindermann          | 34  | 15 | 11 | 1 | 3  | 23 | 6  | +17 | Classificados às quartas-de-final |
| 4   | Flamengo            | 32  | 15 | 10 | 2 | 3  | 41 | 14 | +37 | Classificados às quartas-de-final |
| 5   | Internacional       | 31  | 15 | 9  | 2 | 4  | 31 | 17 | +14 | Classificados às quartas-de-final |
| 6   | Audax               | 24  | 15 | 7  | 3 | 5  | 19 | 17 | +2  | Classificados às quartas-de-final |
| 7   | Ferroviária         | 23  | 15 | 6  | 5 | 4  | 20 | 8  | +12 | Classificados às quartas-de-final |
| 8   | São José-SP         | 22  | 15 | 6  | 4 | 5  | 17 | 13 | +4  | Classificados às quartas-de-final |
| 9   | Vitória             | 18  | 15 | 5  | 3 | 7  | 20 | 14 | +6  |                                   |
| 10  | Iranduba            | 15  | 15 | 4  | 3 | 8  | 16 | 26 | –10 |                                   |
| 11  | Minas Brasília      | 15  | 15 | 4  | 3 | 8  | 11 | 31 | –20 |                                   |
| 12  | Ponte Preta         | 14  | 15 | 4  | 2 | 9  | 15 | 21 | –6  |                                   |
| 13  | Vitória das Tabocas | 14  | 15 | 4  | 2 | 9  | 12 | 46 | –34 | Rebaixados à Série A2 de 2020     |
| 14  | Foz Cataratas       | 13  | 15 | 3  | 4 | 8  | 9  | 25 | –16 | Rebaixados à Série A2 de 2020     |
| 15  | São Francisco EC    | 6   | 15 | 1  | 3 | 11 | 9  | 52 | –43 | Rebaixados à Série A2 de 2020     |
| 16  | Sport               | 3   | 15 | 1  | 0 | 14 | 6  | 56 | –50 | Rebaixados à Série A2 de 2020     |

### Confrontos
|                     | AUD | COR | FER | FLA | FOZ | IRA | INT | KIN | MIN | PON | SAN | SFR | SJO | SPO | VIT | VTA  |
| ------------------- | --- | --- | --- | --- | --- | --- | --- | --- | --- | --- | --- | --- | --- | --- | --- | ---- |
| Audax               | —   | 0–4 | 0–0 |     |     |     |     |     | 2–0 | 2–0 |     |     | 0–1 | 2–0 |     | 3–0  |
| Corinthians         |     | —   |     | 1–0 |     | 3–0 | 5–0 |     |     |     | 1–2 | 9–0 | 3–0 |     | 2–1 | 5–0  |
| Ferroviária         |     | 0–2 | —   |     | 2–1 | 2–2 | 0–1 |     | 1–0 | 1–0 | 0–1 |     |     |     |     | 7–0  |
| Flamengo            | 1–0 |     | 0–0 | —   | 5–0 |     |     |     | 6–3 |     |     | 5–0 |     | 6–0 | 2–2 | 10–0 |
| Foz Cataratas       | 0–2 | 0–1 |     |     | —   |     |     | 0–5 | 1–1 |     |     |     |     | 2–0 | 2–0 |      |
| Iranduba            | 2–2 |     |     | 0–3 | 0–0 | —   | 3–0 | 0–1 |     |     | 0–5 | 3–2 |     |     | 1–0 |      |
| Internacional       | 5–1 |     |     | 0–2 | 1–1 |     | —   | 0–0 |     |     |     | 7–0 | 2–1 | 4–0 | 0–3 |      |
| Kindermann          | 3–2 | 0–1 | 1–0 | 1–0 |     |     |     | —   |     | 1–0 | 0–2 |     | 2–0 |     |     | 3–0  |
| Minas Brasília      |     | 0–4 |     |     |     | 1–0 | 0–2 | 1–0 | —   | 1–0 | 0–6 |     | 1–3 |     |     |      |
| Ponte Preta         |     | 1–4 |     | 0–3 | 3–0 | 3–2 | 0–2 |     |     | —   |     |     |     | 5–0 | 1–0 | 1–1  |
| Santos              | 1–1 |     |     | 2–1 | 3–0 |     | 1–2 |     |     | 1–0 | —   | 8–0 |     | 9–0 |     | 4–0  |
| São Francisco       | 0–1 |     | 0–5 |     | 0–1 |     |     | 0–3 | 1–1 | 1–1 |     | —   |     | 3–0 |     |      |
| São José            |     |     | 0–0 | 0–2 | 1–1 | 0–1 |     |     |     | 2–0 | 2–0 | 1–1 | —   |     |     | 4–0  |
| Sport               |     | 0–7 | 0–2 |     |     | 3–1 |     | 0–1 | 1–2 |     |     |     | 1–2 | —   | 0–5 |      |
| Vitória             | 0–1 |     | 0–0 |     |     |     |     | 0–2 | 3–0 |     | 1–3 | 4–0 | 0–0 |     | —   |      |
| Vitória das Tabocas |     |     |     |     | 1–0 | 1–0 | 0–5 |     | 1–1 |     |     | 3–1 |     | 5–1 | 0–1 | —    |

### Desempenho por rodada
Clubes que lideraram o campeonato ao final de cada rodada:
| Rodadas | Rodadas | Rodadas | Rodadas | Rodadas | Rodadas | Rodadas | Rodadas | Rodadas | Rodadas | Rodadas | Rodadas | Rodadas | Rodadas | Rodadas |
| ------- | ------- | ------- | ------- | ------- | ------- | ------- | ------- | ------- | ------- | ------- | ------- | ------- | ------- | ------- |
| 1       | 2       | 3       | 4       | 5       | 6       | 7       | 8       | 9       | 10      | 11      | 12      | 13      | 14      | 15      |
| INT     | FLA     | FLA     | FLA     | FLA     | SAN     | SAN     | SAN     | COR     | COR     | COR     | COR     | SAN     | COR     | COR     |

Clubes que ficaram na última posição do campeonato ao final de cada rodada:
| Rodadas | Rodadas | Rodadas | Rodadas | Rodadas | Rodadas | Rodadas | Rodadas | Rodadas | Rodadas | Rodadas | Rodadas | Rodadas | Rodadas | Rodadas |
| ------- | ------- | ------- | ------- | ------- | ------- | ------- | ------- | ------- | ------- | ------- | ------- | ------- | ------- | ------- |
| 1       | 2       | 3       | 4       | 5       | 6       | 7       | 8       | 9       | 10      | 11      | 12      | 13      | 14      | 15      |
| VTA     | VTA     | SPO     | SPO     | SPO     | SPO     | SPO     | SPO     | SPO     | SPO     | SPO     | SPO     | SPO     | SPO     | SPO     |

## Fase final
Em itálico, os times que possuem o mando de campo no primeiro jogo do confronto e em negrito os times classificados.
|  | Quartas de final             | Quartas de final             | Quartas de final             | Quartas de final             |      |                | Semifinais         | Semifinais         | Semifinais         | Semifinais         |  |             | Final               | Final               | Final               | Final               |  |  |
|  | 14 de agosto a 3 de setembro | 14 de agosto a 3 de setembro | 14 de agosto a 3 de setembro | 14 de agosto a 3 de setembro |      |                | 7 a 15 de setembro | 7 a 15 de setembro | 7 a 15 de setembro | 7 a 15 de setembro |  |             | 22 e 29 de setembro | 22 e 29 de setembro | 22 e 29 de setembro | 22 e 29 de setembro |  |  |
|  |                              |                              |                              |                              |      |                |                    |                    |                    |                    |  |             |                     |                     |                     |                     |  |  |
|  | São José-SP                  | 1                            | 0                            | 1                            |      |                |                    |                    |                    |                    |  |             |                     |                     |                     |                     |  |  |
|  | Corinthians                  | 4                            | 1                            | 5                            |      |                |                    |                    |                    |                    |  |             |                     |                     |                     |                     |  |  |
|  | Corinthians                  | 4                            | 1                            | 5                            |      | Corinthians    | 2                  | 2                  | 4                  |                    |  |             |                     |                     |                     |                     |  |  |
|  |                              |                              |                              |                              |      | Corinthians    | 2                  | 2                  | 4                  |                    |  |             |                     |                     |                     |                     |  |  |
|  |                              | Flamengo                     | 1                            | 0                            | 1    |                |                    |                    |                    |                    |  |             |                     |                     |                     |                     |  |  |
|  | Internacional                | Flamengo                     | 1                            | 0                            | 1    | 1              | 0                  | 1                  |                    |                    |  |             |                     |                     |                     |                     |  |  |
|  | Internacional                |                              |                              |                              |      | 1              | 0                  | 1                  |                    |                    |  |             |                     |                     |                     |                     |  |  |
|  | Flamengo                     | 1                            | 2                            | 3                            |      |                |                    |                    |                    |                    |  |             |                     |                     |                     |                     |  |  |
|  | Flamengo                     | 1                            | 2                            | 3                            |      |                |                    |                    |                    |                    |  | Corinthians | 1                   | 0                   | 1(2)                |                     |  |  |
|  |                              |                              |                              |                              |      |                |                    |                    |                    |                    |  | Corinthians | 1                   | 0                   | 1(2)                |                     |  |  |
|  |                              | Ferroviária p.               | 1                            | 0                            | 1(4) |                |                    |                    |                    |                    |  |             |                     |                     |                     |                     |  |  |
|  | Ferroviária p.               | Ferroviária p.               | 1                            | 0                            | 1(4) | 1              | 2                  | 3(3)               |                    |                    |  |             |                     |                     |                     |                     |  |  |
|  | Ferroviária p.               |                              |                              |                              |      | 1              | 2                  | 3(3)               |                    |                    |  |             |                     |                     |                     |                     |  |  |
|  | Santos                       | 2                            | 1                            | 3(1)                         |      |                |                    |                    |                    |                    |  |             |                     |                     |                     |                     |  |  |
|  | Santos                       | 2                            | 1                            | 3(1)                         |      | Ferroviária p. | 1                  | 1                  | 2(4)               |                    |  |             |                     |                     |                     |                     |  |  |
|  |                              |                              |                              |                              |      | Ferroviária p. | 1                  | 1                  | 2(4)               |                    |  |             |                     |                     |                     |                     |  |  |
|  |                              | Kindermann                   | 1                            | 1                            | 2(2) |                |                    |                    |                    |                    |  |             |                     |                     |                     |                     |  |  |
|  | Audax                        | Kindermann                   | 1                            | 1                            | 2(2) | 0              | 0                  | 0                  |                    |                    |  |             |                     |                     |                     |                     |  |  |
|  | Audax                        |                              |                              |                              |      | 0              | 0                  | 0                  |                    |                    |  |             |                     |                     |                     |                     |  |  |
|  | Kindermann                   | 1                            | 1                            | 2                            |      |                |                    |                    |                    |                    |  |             |                     |                     |                     |                     |  |  |

### Quartas de final
Ida
| 14 de agosto | São José-SP | 1 – 4  | Corinthians                                      | Estádio Martins Pereira, São José dos Campos |
| 15:00        | Poliana 24' | Súmula | 2', 43' Victoria · 7' Gabi Zanotti · 77' Millene | Árbitro: Fernanda S. Ignacio de Souza        |

| 14 de agosto | Ferroviária | 1 – 2  | Santos                 | Fonte Luminosa, Araraquara     |
| 19:00        | Kamilla 54' | Súmula | 7' Maria · 28' Cláudia | Árbitro: Katiucia da Mota Lima |

| 17 de agosto | Internacional | 1 – 1  | Flamengo | SESC Protásio, Porto Alegre    |
| 14:00        | Sorriso 16'   | Súmula | 90+3' Ju | Árbitro: Daniel Aloysius Soder |

| 18 de agosto | Audax | 0 – 1  | Kindermann    | Estádio José Liberatti, Osasco |
| 15:00        |       | Súmula | 43' Catyellen | Árbitro: Adeli Mara Monteiro   |

Volta
| 21 de agosto | Corinthians | 1 – 0  | São José-SP | Parque São Jorge, São Paulo    |
| 15:00        | Millene 19' | Súmula |             | Árbitro: Katiucia da Mota Lima |

| 24 de agosto | Flamengo             | 2 – 0  | Internacional | Estádio da Gávea, Rio de Janeiro |
| 14:00        | Larissa 28' · Ju 45' | Súmula |               | Árbitro: Rejane Silva            |

| 25 de agosto | Kindermann    | 1 – 0  | Audax | Estádio Carlos Alberto Costa Neves, Caçador |
| 15:00        | Catyellen 61' | Súmula |       | Árbitro: Diego da Costa Cidral              |

| 3 de setembro | Santos     | 1 – 2  | Ferroviária      | Estádio Ulrico Mursa, Santos |
| 20:30         | Gláucia 2' | Súmula | 49', 62' Nathane | Árbitro: Adeli Mara Monteiro |

|                                 |       | Penalidades          |  |
| Gislaine Maurine Ketlen Gláucia | 1 – 3 | Nathane Maglia Luana |  |

### Semifinais
Ida
| 07 de setembro | Ferroviária | 1 – 1  | Kindermann  | Estádio da Fonte Luminosa, Araraquara |
| 18:00          | Thai 90+4'  | Súmula | 45+3' Carol | Árbitro: Fernanda S. Ignacio de Souza |

| 8 de setembro | Flamengo | 1 – 2          | Corinthians              | Estádio Kleber Andrade, Cariacica                                   |
| 14:00         | Ana 59'  | Súmula Borderô | 34' Érika · 75' Victoria | Público: 5 003 Renda: R$ 53 040,00 Árbitro: Beatriz Oliveira Dantas |

Volta
| 14 de setembro | Kindermann  | 1 – 1  | Ferroviária | Estádio Carlos Alberto Costa Neves, Caçador |
| 14:00          | Adaílma 68' | Súmula | 74' Andréia | Árbitro: Tainan Bordignon Somensi           |

|                         |       | Penalidades                             |  |
| Simeia Carla Duda Carol | 2 – 4 | Luana Nenê Géssica Maglia Carol Tavares |  |

| 15 de setembro | Corinthians              | 2 – 0  | Flamengo | Parque São Jorge, São Paulo  |
| 14:00          | Tamires 41' · Ingryd 89' | Súmula |          | Árbitro: Adeli Mara Monteiro |

### Final
Ida
| 22 de setembro | Ferroviária | 1 – 1 | Corinthians | Estádio da Fonte Luminosa, Araraquara |
| 14:00          |             |       |             | Árbitro:                              |

Volta
| 29 de setembro | Corinthians | 0 – 0 | Ferroviária | Parque São Jorge, São Paulo |
| 14:00          |             |       |             | Árbitro:                    |

|                         |       | Penalidades                             |  |
| Simeia Carla Duda Carol | 2 – 4 | Luana Nenê Géssica Maglia Carol Tavares |  |

## Premiação
| Campeonato Brasileiro Feminino 2019 - Série A1 |
| São Paulo                                      |
| ---------------------------------------------- |
| Ferroviária Campeã (2.º título)                |

### Prêmio Craque do Brasileirão
| Pos. | Nome                 | Clube         |
| ---- | -------------------- | ------------- |
| G    | Luciana              | Ferroviária   |
| LD   | Fabiana              | Internacional |
| Z    | Érika                | Corinthians   |
| Z    | Pardal               | Corinthians   |
| LE   | Tamires              | Corinthians   |
| M    | Aline Milene         | Ferroviária   |
| M    | Maglia               | Ferroviária   |
| M    | Gabi Zanotti         | Corinthians   |
| M    | Victória Albuquerque | Corinthians   |
| A    | Millene              | Corinthians   |
| A    | Glaucia              | Santos        |
| T    | Tatiele Silveira     | Ferroviária   |

| Prêmio             | Nome                 | Clube/Info                      |
| ------------------ | -------------------- | ------------------------------- |
| Melhor jogadora    | Millene              | Corinthians                     |
| Artilheira         | Millene              | Corinthians                     |
| Craque da Galera   | Larissa              | Flamengo                        |
| Jogadora revelação | Victória Albuquerque | Corinthians                     |
| Gol Mais Bonito    | Tamires              | Jogo Corinthians 2 x 0 Flamengo |

## Artilharia
Atualizado até 29 de setembro de 2019
| Gols | Jogador              | Time        |
| ---- | -------------------- | ----------- |
| 19   | Millene              | Corinthians |
| 14   | Glaucia              | Santos      |
| 11   | Larissa              | Flamengo    |
| 9    | Raiza                | Flamengo    |
| 9    | Gabi Nunes           | Corinthians |
| 8    | Verena               | Vitória     |
| 8    | Fernanda             | São José-SP |
| 8    | Victória Albuquerque | Corinthians |
| 8    | Giovanna             | Corinthians |
| 7    | Nathane              | Ferroviária |

## Classificação geral
| Pos | Times               | Pts | J  | V  | E | D  | GP | GC | SG  | Classificação ou rebaixamento                                  |
| --- | ------------------- | --- | -- | -- | - | -- | -- | -- | --- | -------------------------------------------------------------- |
| 1   | Ferroviária         | 30  | 21 | 7  | 9 | 5  | 26 | 14 | +12 | Classificados à Libertadores de 2020                           |
| 2   | Corinthians         | 56  | 21 | 18 | 2 | 1  | 62 | 8  | +54 | Classificados à Libertadores de 2020                           |
| 3   | Kindermann          | 42  | 19 | 13 | 3 | 3  | 27 | 8  | +19 | Eliminado nas semifinais e classificado à Libertadores de 2020 |
| 4   | Flamengo            | 36  | 19 | 11 | 3 | 5  | 45 | 19 | +26 | Eliminados nas semifinais                                      |
| 5   | Santos              | 40  | 17 | 13 | 1 | 3  | 51 | 11 | +40 | Eliminados nas quartas-de-finais                               |
| 6   | Internacional       | 32  | 17 | 9  | 3 | 5  | 32 | 20 | +12 | Eliminados nas quartas-de-finais                               |
| 7   | Audax               | 24  | 17 | 7  | 3 | 7  | 19 | 19 | 0   | Eliminados nas quartas-de-finais                               |
| 8   | São José-SP         | 22  | 17 | 6  | 4 | 7  | 18 | 18 | 0   | Eliminados nas quartas-de-finais                               |
| 9   | Vitória             | 18  | 15 | 5  | 3 | 7  | 20 | 14 | +6  | Eliminados na primeira fase                                    |
| 10  | Iranduba            | 15  | 15 | 4  | 3 | 8  | 16 | 26 | –10 | Eliminados na primeira fase                                    |
| 11  | Minas Brasília      | 15  | 15 | 4  | 3 | 8  | 11 | 31 | –20 | Eliminados na primeira fase                                    |
| 12  | Ponte Preta         | 14  | 15 | 4  | 2 | 9  | 15 | 21 | –6  | Eliminados na primeira fase                                    |
| 13  | Vitória das Tabocas | 14  | 15 | 4  | 2 | 9  | 12 | 46 | –34 | Rebaixados à Série A2 de 2020                                  |
| 14  | Foz Cataratas       | 13  | 15 | 3  | 4 | 8  | 9  | 25 | –16 | Rebaixados à Série A2 de 2020                                  |
| 15  | São Francisco EC    | 6   | 15 | 1  | 3 | 11 | 9  | 52 | –43 | Rebaixados à Série A2 de 2020                                  |
| 16  | Sport               | 3   | 15 | 1  | 0 | 14 | 6  | 56 | –50 | Rebaixados à Série A2 de 2020                                  |